# Lucas Pinheiro Braathen
Lucas Pinheiro Braathen (* 19. April 2000 in Oslo) ist ein norwegisch-brasilianischer Skirennläufer. Er ist weitgehend auf die technischen Disziplinen Riesenslalom und Slalom spezialisiert und startet seit der Saison 2024/25 für das Heimatland seiner Mutter, Brasilien. Sein größter Erfolg ist der Gewinn der Slalom-Disziplinenwertung in der Weltcupsaison 2022/23.

## Biografie
Braathen ist der Sohn eines Norwegers und einer Brasilianerin. Das Skifahren erlernte er im Alter von drei Jahren, hingegen begann er relativ spät als Neunjähriger, eine Skisportkarriere anzustreben. Seine Ausbildung erhielt er am Skigymnasium in Oslo. Als 16-Jähriger nahm er im Dezember 2016 erstmals an FIS-Rennen teil. Aufgrund guter Ergebnisse auf dieser Stufe konnte er bereits ein Jahr später die ersten Einsätze im Europacup bestreiten. Ebenfalls im Dezember 2017 gelang ihm der erste Sieg in einem FIS-Rennen, acht weitere Siege folgten bis zum Ende des Winters 2017/18.
Bei den Juniorenweltmeisterschaften 2018 in Davos gewann Braathen die Silbermedaille im Mannschaftswettbewerb, bestes Ergebnis in einem Einzelrennen war ein sechster Platz. Am 5. Dezember 2018 erzielte er mit Platz zwei im Riesenslalom von Funäsdalen die erste Europacup-Podestplatzierung. Nur drei Tage später, am 8. Dezember, hatte er sein Debüt im Weltcup. Mit Startnummer 60 fuhr er im Riesenslalom von Val-d’Isère auf Rang 26 und gewann damit auf Anhieb Weltcuppunkte. Am 18. Dezember 2018 folgte in Andalo sein erster Sieg im Europacup, dem er im Januar zwei weitere folgen ließ. Bei den Juniorenweltmeisterschaften 2019 im Fassatal holte er die Silbermedaille im Super-G und die Bronzemedaille in der Kombination. Mit insgesamt drei Siegen und drei weiteren Podestplätzen entschied er im Winter 2018/19 die Riesenslalomwertung des Europacups für sich.
In der Weltcupsaison 2019/20 erlebte Braathen einen raschen Aufstieg. Bereits zum Saisonauftakt, beim Riesenslalom von Sölden am 27. Oktober 2019, fuhr er überraschend auf den sechsten Platz und erzielte damit sein erstes Top-10-Ergebnis. Am 23. Dezember 2019 belegte er beim Parallelrennen von Alta Badia den fünften Platz, am 26. Januar 2020 im Slalom von Kitzbühel den vierten Platz (nach Bestzeit im ersten Lauf mit Startnummer 34). Zu Beginn der Weltcupsaison 2020/21 gewann er am 18. Oktober 2020 mit dem Riesenslalom in Sölden sein erstes Weltcuprennen. Beim Riesenslalom von Adelboden am 8. Januar 2021 belegte er zwar den siebten Platz, stürzte aber unmittelbar nach Passieren der Ziellinie schwer und zog sich dabei einen Seitenbandriss zu, wodurch er die gesamte restliche Saison verpasste.
Am 16. Januar 2022 errang Braathen in Wengen auf spektakuläre Weise seinen ersten Weltcupsieg in einem Slalom. Nachdem er im ersten Lauf noch auf Platz 29 gelegen hatte, überholte er im zweiten Lauf sämtliche vor ihm liegenden Konkurrenten; dies war zugleich seine erste Podestplatzierung in dieser Disziplin. In der Saison 2022/23 gehörte Braathen endgültig zu den besten Skirennläufern der Welt. Er gewann die Slaloms in Val-d’Isère und Adelboden, hinzu kam ein Riesenslalom-Sieg in Alta Badia. Entsprechend war er einer der meistgenannten Favoriten für die Weltmeisterschaften 2023. Doch eine Woche vor Beginn der Titelkämpfe musste er sich einer Blinddarmoperation unterziehen und einige Tage im Krankenhaus verbringen. Er verzichtete auf den WM-Riesenslalom in Courchevel, trat jedoch zum Slalom an und erreichte den siebten Platz. Mit insgesamt sechs Podestplätzen entschied er die Slalom-Disziplinenwertung im Weltcup für sich.
Am 27. Oktober 2023 gab Braathen im Alter von 23 Jahren überraschend sein Karriereende bekannt. Grund war ein Streit mit dem norwegischen Skiverband über seine Vermarktungsrechte. Außerdem kritisierte er, dass er monatelang einer negativen Medienkampagne ausgesetzt gewesen sei, die ihn deswegen als egoistisch und gierig dargestellt habe. Eine Woche zuvor hatte er außerdem die Gestaltung des FIS-Rennkalenders kritisiert, die es ihm nicht ermögliche, zukünftig an mehr Super-G-Rennen teilzunehmen.
Am 6. März 2024 erklärte Braathen gegenüber Globo Esporte, er wolle für den brasilianischen Skiverband in den alpinen Skiweltcup zurückkehren. Die offizielle Ankündigung erfolgte am Tag darauf auf einer von seinem Sponsor Red Bull in Salzburg einberufenen Pressekonferenz.
Am 27. Oktober 2024 bestritt Pinheiro Braathen sein erstes Weltcuprennen für Brasilien, wobei er mit Rang 4 auf Anhieb Weltcuppunkte gewinnen konnte. Es waren dies zugleich die ersten Weltcuppunkte für einen brasilianischen Skirennläufer überhaupt. Etwas mehr als einen Monat später, am 8. Dezember, erreichte er mit Rang 2 beim Riesenslalom von Beaver Creek seinen ersten Podestplatz für Brasilien. Es war dies zugleich der erste Podestplatz für eine südamerikanische Nation im Alpinen Skiweltcup. Am 11. Januar 2025 belegte er im Slalom von Adelboden ebenfalls einen zweiten Platz, hinter Clément Noël und am 26. Januar 2025 wurde er beim Slalom in Kitzbühel Dritter.

## Erfolge

### Weltmeisterschaften
- Courchevel/Méribel 2023: 7. Slalom
- Saalbach-Hinterglemm 2025: 13. Slalom, 14. Riesenslalom

### Weltcup
- 17 Podestplätze, davon 5 Siege:

| Datum             | Ort         | Land       | Disziplin    |
| ----------------- | ----------- | ---------- | ------------ |
| 18. Oktober 2020  | Sölden      | Österreich | Riesenslalom |
| 16. Januar 2022   | Wengen      | Schweiz    | Slalom       |
| 11. Dezember 2022 | Val-d’Isère | Frankreich | Slalom       |
| 18. Dezember 2022 | Alta Badia  | Italien    | Riesenslalom |
| 8. Januar 2023    | Adelboden   | Schweiz    | Slalom       |

### Weltcupwertungen
| 2018/19 | 147.          | 5             | –             | –             | 51.           | 5             | –             | –             | –             | –             |               |               |               |               |
| 2019/20 | 27.           | 284           | –             | –             | 15.           | 135           | 24.           | 90            | 10.           | 59            |               |               |               |               |
| 2020/21 | 43.           | 204           | –             | –             | 15.           | 191           | –             | –             | 18.           | 13            |               |               |               |               |
| 2021/22 | 9.            | 655           | –             | –             | 4.            | 308           | 4.            | 347           | –             | –             |               |               |               |               |
| 2022/23 | 4.            | 954           | 39.           | 36            | 7.            | 372           | 1.            | 546           | –             | –             |               |               |               |               |
| 2023/24 | Karrierepause | Karrierepause | Karrierepause | Karrierepause | Karrierepause | Karrierepause | Karrierepause | Karrierepause | Karrierepause | Karrierepause | Karrierepause | Karrierepause | Karrierepause | Karrierepause |
| 2024/25 | 6.            | 714           | –             | –             | 5.            | 341           | 6.            | 373           | –             | –             |               |               |               |               |

### Europacup
- Saison 2018/19: 4. Gesamtwertung, 1. Riesenslalomwertung
- 7 Podestplätze, davon 3 Siege:

| Datum             | Ort        | Land       | Disziplin    |
| ----------------- | ---------- | ---------- | ------------ |
| 18. Dezember 2018 | Andalo     | Italien    | Riesenslalom |
| 17. Januar 2019   | Kronplatz  | Italien    | Riesenslalom |
| 23. Januar 2019   | Courchevel | Frankreich | Riesenslalom |

### Juniorenweltmeisterschaften
- Davos 2018: 2. Mannschaftswettbewerb, 6. Slalom, 11. Riesenslalom
- Fassatal 2019: 2. Super-G, 3. Kombination

### Weitere Erfolge
- 14 Siege in FIS-Rennen